# Louis Major
Louis Karel Major (Oostende, 20 december 1902 - Antwerpen, 19 februari 1985) was een Belgisch syndicalist en politicus voor de BSP.

## Levensloop
Louis Major was een zoon van Frans Major en van Coralie De Meere. Hij trouwde met Jeanne Van Vlem. Hij begon in het leven als elektricien. Dankzij een beurs van de socialistische Textielarbeiderscentrale kon hij studeren aan de Arbeidershogeschool in Brussel en behaalde hij het diploma van maatschappelijk assistent. Dit maakte het hem mogelijk in 1919 in dienst te treden bij de metaalbewerkersbond. Hij werd vervolgens van 1925 tot 1937 socialistisch vakbondssecretaris voor de Belgische transportarbeidersbond in West-Vlaanderen.
Hij werd in 1933 verkozen tot gemeenteraadslid van Oostende en bleef dit tot in 1938. Ook was hij van 1932 tot 1946 provincieraadslid van West-Vlaanderen.
In 1937 werd hij algemeen secretaris van de Havenarbeiders van Antwerpen, tot in 1940. Van 1940 tot 1945 was hij (gedeeltelijk clandestien) secretaris van het Belgisch Vakverbond.
Na de Tweede Wereldoorlog begon hij volop aan een nationale carrière zowel in de vakbond als in de politiek. Hij werd van 1945 tot 1952 adjunct-algemeen secretaris van het ABVV en werd in 1952 (met André Renard als tegenkandidaat), verkozen tot algemeen secretaris, wat hij bleef tot in 1968.
Van 1946 tot 1974 zetelde Louis Major voor de BSP in de Kamer van volksvertegenwoordigers, als verkozene voor het arrondissement Antwerpen. Hij verwierf een stevige reputatie als polemist en als 'scheldmajoor', zowel in de Volksgazet die hij leidde, als in het parlement. Door een aantal expliciete vrouwonvriendelijke en later onsterfelijk geworden uitspraken zoals "Wijven moeten niet zoveel complimenten maken" kreeg hij in (radicaal-) feministische kringen de bedenkelijke reputatie een seksistisch, zelfs misogyne macho-politicus te zijn.
In het Antwerpse Stadspark heeft hij een standbeeld gekregen.

## Wet-Major
In 1968 werd hij minister van Arbeid en Tewerkstelling en bleef dit tot in 1973. Hij oefende deze functies uit in de Regering-G. Eyskens IV en de Regering-G. Eyskens V. In deze hoedanigheid lag Louis Major aan de basis van de naar hem genoemde wet van 8 juni 1972 betreffende de havenarbeid die er voor zorgde dat zeeschepen in de Belgische havens enkel gelost en geladen mogen worden door erkende havenarbeiders. Ratio legis van deze bijzondere reglementering is dat de havenarbeiders, gelet op hun gevaarlijke en hoog verantwoordelijke activiteiten en daarmee vereiste gespecialiseerde vakkennis, nood hebben aan een beschermend en gunstiger sociaal statuut. Het werk van de havenarbeiders wordt geregeld door de vakbond, die beslist wie welk werk doet en waar. Havenbedrijven geven aan hoeveel havenarbeiders ze nodig hebben voor bepaalde taken en krijgen hiervoor bepaalde havenarbeiders toegewezen. 
Helemaal op het einde van zijn parlementaire carrière, in de periode december 1971-maart 1974, had hij als gevolg van het toen bestaande dubbelmandaat ook zitting in de Cultuurraad voor de Nederlandse Cultuurgemeenschap, die op 7 december 1971 werd geïnstalleerd en de verre voorloper is van het Vlaams Parlement. In 1973 werd hij benoemd tot minister van Staat.

## Citaten
- Wijven moeten niet zoveel complimenten maken! Zo sneerde minister Major in 1972 tegen de jonge volksvertegenwoordiger Nelly Maes toen zij n.a.v. een stemming tijdens de naamafroeping door Kamervoorzitter Achiel Van Acker (BSP) protesteerde tegen het feit dat hij haar afkondigde als "Mevrouw Van der Eecken", zijnde de naam van haar echtgenoot, en aldus ongevraagd haar burgerlijke staat vrijgaf, in plaats van haar eigen (meisjes)naam te gebruiken.[3]
- Alle mannen liggen bovenaan, alle vrouwen liggen onderaan! Zo reageerde Major in 1969 op een BSP-congres tijdens een debat over de door progressieve partijleden onrechtvaardig geachte loonverschillen tussen mannen en vrouwen.[2]